# Komorovice
Komorovice (německy Komorowitz) jsou obec v okrese Pelhřimov v Kraji Vysočina. Žije zde 210 obyvatel.

## Historie
První písemná zmínka o obci pochází z roku 1226.

## Obyvatelstvo
| Rok            | 1869 | 1880 | 1890 | 1900 | 1910 | 1921 | 1930 | 1950 | 1961 | 1970 | 1980 | 1991 | 2001 | 2011 | 2021 |
| -------------- | ---- | ---- | ---- | ---- | ---- | ---- | ---- | ---- | ---- | ---- | ---- | ---- | ---- | ---- | ---- |
| Počet obyvatel | 200  | 226  | 204  | 183  | 194  | 218  | 187  | 167  | 171  | 170  | 184  | 168  | 167  | 183  | 188  |
| Počet domů     | 25   | 27   | 27   | 27   | 32   | 31   | 35   | 37   | 37   | 37   | 43   | 45   | 50   | 58   | 63   |

## Obecní správa
V letech 1869–1900 Komorovice byly jako osada obce ke Starým Bříštím v okrese Německý Brod. Od roku 1910 jsou obcí v okrese Humpolec (1910–1950) a později v okrese Pelhřimov. V letech 1910–1990 k obci patřil Vystrkov a od 1. ledna 1980 do 23. listopadu 1990 také Bystrá.

### Obecní symboly
Znak a vlajka byly obci uděleny rozhodnutím předsedy Poslanecké sněmovny Parlamentu České republiky dne 15. června 2015.

## Pamětihodnosti
- Barokní kaple na návsi

## Galerie

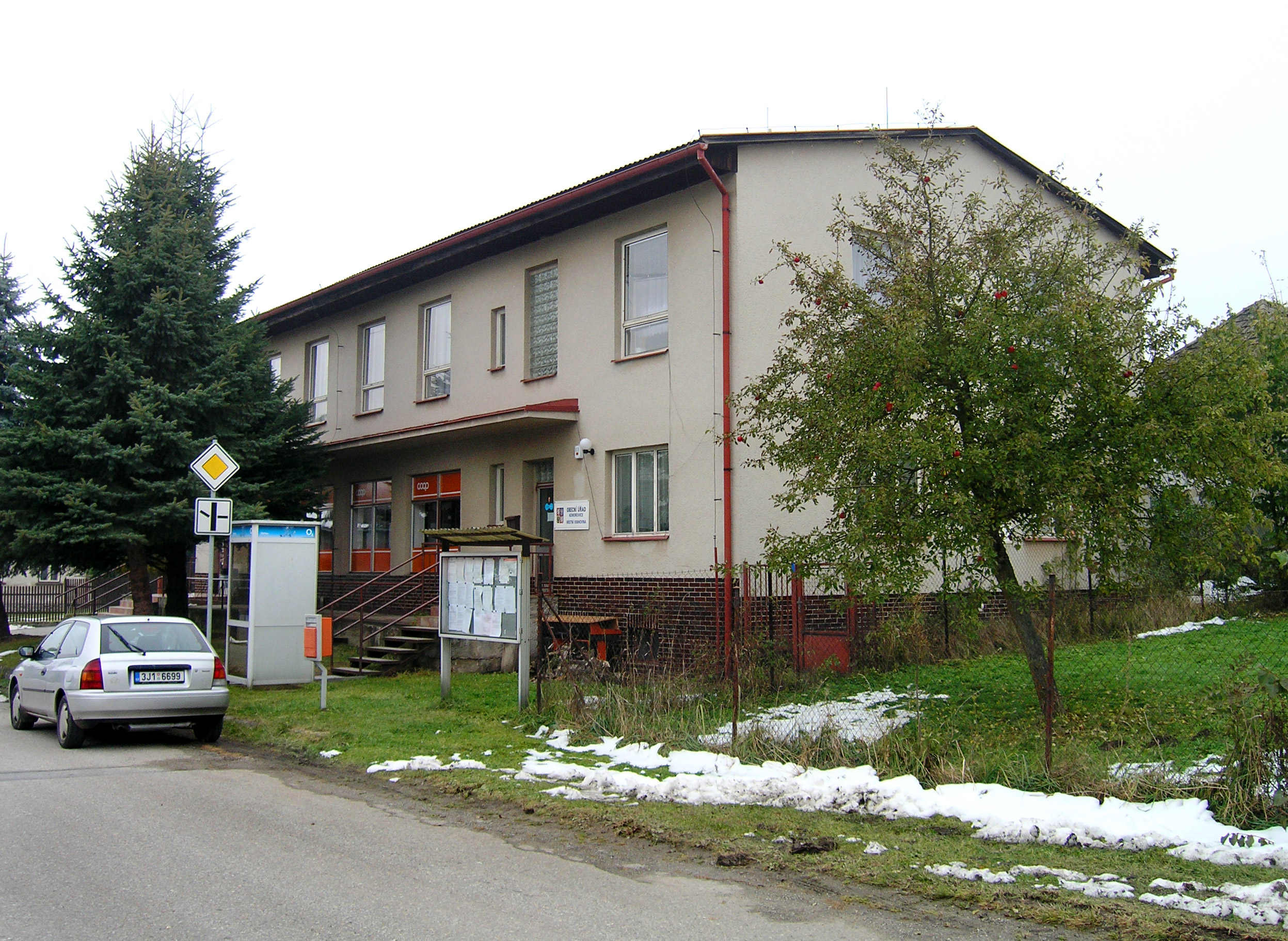
Obecní úřad
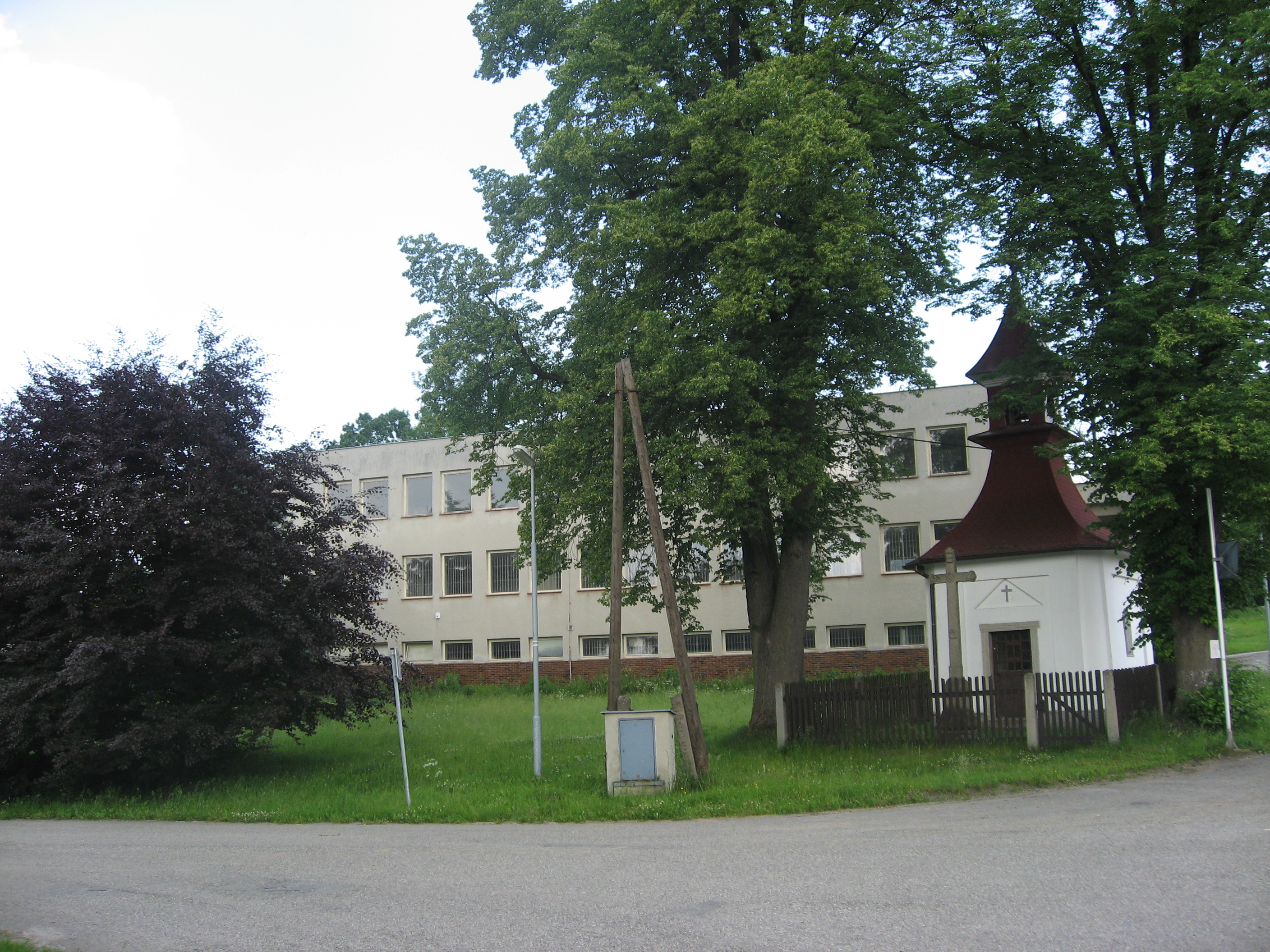
Kaplička na návsi